# Films américains sortis en 1940
Listes de films américains
- 1936
- 1937
- 1938
- 1939
- 1940
- 1941
- 1942
- 1943
- 1944

Liste (non exhaustive) de films américains sortis en 1940.
Rebecca remporte l'Oscar du meilleur film à la 13e cérémonie des Oscars organisée le 27 février 1941.
(ordre alphabétique des titres en anglais)

## #
| Titre        | Réalisateur    | Distribution                                  | Genre   | Notes |
| ------------ | -------------- | --------------------------------------------- | ------- | ----- |
| 20 Mule Team | Richard Thorpe | Wallace Beery, Leo Carrillo, Marjorie Rambeau | Western |       |

## A
| Titre                                           | Réalisateur                  | Distribution                                                           | Genre                    | Notes                                                        |
| ----------------------------------------------- | ---------------------------- | ---------------------------------------------------------------------- | ------------------------ | ------------------------------------------------------------ |
| Abe Lincoln in Illinois                         | John Cromwell                | Raymond Massey, Gene Lockhart, Ruth Gordon                             | Drame, film biographique | Nommé pour 2 Oscar du cinéma.                                |
| La Femme aux brillants (Adventures in Diamonds) | George Fitzmaurice           | George Brent, Isa Miranda, John Loder                                  | Drame                    |                                                              |
| Adventures of Red Ryder                         | William Witney, John English | Don "Red" Barry, Noah Beery, Tommy Cook                                | Western                  | 12-chapter serial basé sur le comic strip Western Red Ryder. |
| Alias the Deacon                                | Christy Cabanne              | Bob Burns, Mischa Auer, Peggy Moran                                    | Comédie                  | Version d'Alias the Deacon (film muet de 1928).              |
| All This, and Heaven Too                        | Anatole Litvak               | Bette Davis, Charles Boyer, Jeffrey Lynn                               | Drama                    | Nommé pour 3 Academy Awards.                                 |
| Always a Bride                                  | Noel M. Smith                | Rosemary Lane, George Reeves, John Eldredge                            | Comédie                  | Version de Brides Are Like That (1936 film).                 |
| Am I Guilty?                                    | Sam Newfield                 | Ralph Cooper, Sybil Lewis, Sam McDaniel                                | Film policier            |                                                              |
| Americaner Shadchen                             | Edgar G. Ulmer               | Leo Fuchs, Judith Abarbanel, Judel Dubinsky                            | Comédie romantique       | Titre anglais American Matchmaker;en yiddish et anglais      |
| And One Was Beautiful                           | Robert B. Sinclair           | Robert Cummings, Laraine Day, Jean Muir                                | Film d'amour             |                                                              |
| Andy Hardy Meets Debutante                      | George B. Seitz              | Lewis Stone, Mickey Rooney, Cecilia Parker                             | Comédie                  | 9e (sur 16) film avec le personnage d'Andy Hardy.            |
| An Angel from Texas                             | Ray Enright                  | Eddie Albert, Rosemary Lane, Wayne Morris                              | Comédie romantique       | Version de The Butter and Egg Man (film muet de 1928).       |
| Angels Over Broadway                            | Ben Hecht, Lee Garmes        | Douglas Fairbanks, Jr., Rita Hayworth, Thomas Mitchell                 | Drama                    | Nommé pour un Oscar du cinéma.                               |
| Anne of Windy Poplars                           | Jack Hively                  | Anne Shirley, James Ellison, Henry Travers                             | Drama                    | Suite d'Anne of Green Gables (1934 film).                    |
| Argentine Nights                                | Albert S. Rogell             | The Ritz Brothers, The Andrews Sisters, Constance Moore, George Reeves | Comédie musicale         |                                                              |
| Arise, My Love                                  | Mitchell Leisen              | Claudette Colbert, Ray Milland, Dennis O'Keefe                         | Comédie romantique       | Remporte un Oscar du cinéma; 3 autres nominations.           |
| Arizona                                         | Wesley Ruggles               | Jean Arthur, William Holden, Warren William                            | Western                  | Nommé pour 2 Academy Awards.                                 |
| Arizona Frontier                                | Albert Herman                | Tex Ritter, Slim Andrews, White Flash (cheval de Tex Ritter)           | Western                  |                                                              |
| Arizona Gang Busters                            | Sam Newfield                 | Tim McCoy, Pauline Haddon, Lou Fulton                                  | War, Western             |                                                              |

## B
| Titre                       | Réalisateur          | Distribution                                           | Genre                          | Notes                                                                                               |
| --------------------------- | -------------------- | ------------------------------------------------------ | ------------------------------ | --------------------------------------------------------------------------------------------------- |
| Babies for Sale             | Charles Barton       | Rochelle Hudson, Glenn Ford, Miles Mander              | Drama                          | |
| Bad Man from Red Butte      | Ray Taylor           | Johnny Mack Brown, Bob Baker, Fuzzy Knight             | Western                        | |
| The Bank Dick               | Edward F. Cline      | W. C. Fields, Cora Witherspoon, Una Merkel             | Comédie                        | |
| Barnyard Follies            | Frank McDonald       | Mary Lee, Rufe Davis, June Storey                      | Musical                        | |
| Before I Hang               | Nick Grinde          | Boris Karloff, Evelyn Keyes, Bruce Bennett             | Crime, film de Science fiction | |
| Behind the News             | Joseph Santley       | Lloyd Nolan, Doris Davenport, Frank Albertson          | Drama                          | Nommé pour un Oscar du cinéma.                                                                      |
| Beyond the Sacramento       | Lambert Hillyer      | Wild Bill Elliott, Evelyn Keyes, Dub Taylor            | Western                        | |
| Beyond Tomorrow             | A. Edward Sutherland | Harry Carey, C. Aubrey Smith, Charles Winninger        | Fantasy Romance                | |
| A Bill of Divorcement       | John Farrow          | Maureen O'Hara, Adolphe Menjou, Fay Bainter            | Drama                          | Version de A Bill of Divorcement (film de 1932).                                                    |
| Billy the Kid in Texas      | Sam Newfield         | Bob Steele, Terry Walker, Al St. John, Carleton Young  | Western                        | 2e film (sur 6) avec Bob Steele de la série Billy the Kid.                                          |
| Billy the Kid Outlawed      | Sam Newfield         | Bob Steele, Louise Currie, Al St. John, Carleton Young | Western                        | 1er film (sur 6) avec Bob Steele de la série Billy the Kid.                                         |
| Billy the Kid's Gun Justice | Sam Newfield         | Bob Steele, Al St. John, Louise Currie, Carleton Young | Western                        | 3e film (sur 6) avec Bob Steele de la série Billy the Kid. Version de Billy the Kid (film de 1930). |
| The Biscuit Eater           | Stuart Heisler       | Billy Lee, Cordell Hickman, Richard Lane               | Drama                          | |
| Bitter Sweet                | W. S. Van Dyke       | Jeanette MacDonald, Nelson Eddy, George Sanders        | Musical                        | Nommé pour 2 Academy Awards. Remake de Bitter Sweet (1933 British film).                            |
| Black Diamonds              | Christy Cabanne      | Richard Arlen, Andy Devine, Kathryn Adams Doty         | Film policier                  | |
| Black Friday                | Arthur Lubin         | Boris Karloff, Béla Lugosi, Stanley Ridges             | Science-fiction                | |
| Blazing Six Shooters        | Joseph H. Lewis      | Charles Starrett, Iris Meredith, Dick Curtis           | Western                        | |
| Blondie Has Servant Trouble | Frank R. Strayer     | Penny Singleton, Arthur Lake                           | Comédie                        | 6e film (sur 28) avec le personnage de Blondie.                                                     |
| Blondie on a Budget         | Frank R. Strayer     | Penny Singleton, Arthur Lake                           | Comédie                        | 5e film (sur 28) avec le personnage de Blondie.                                                     |
| Blondie Plays Cupid         | Frank R. Strayer     | Penny Singleton, Arthur Lake                           | Comédie                        | 7e film (sur 28) avec le personnage de Blondie.                                                     |
| The Blue Bird               | Walter Lang          | Shirley Temple, Spring Byington, Nigel Bruce           | Fantasy                        | Nommé pour 2 Academy Awards.                                                                        |
| Boom Town                   | Jack Conway          | Clark Gable, Spencer Tracy, Claudette Colbert          | Aventure Drama                 | Nommé pour 2 Academy Awards. no 4 des meilleures recettes.                                          |
| Boss of Bullion City        | Ray Taylor           | Johnny Mack Brown, Fuzzy Knight, Nell O'Day            | Western                        | |
| Bowery Boy                  | William Morgan       | Dennis O'Keefe, Louise Campbell, Jimmy Lydon           | Crime                          | |
| Boys of the City            | Joseph H. Lewis      | Bobby Jordan, Leo Gorcey, Hal E. Chester               | Comédie Thriller               | 2e film (sur 22) de la série East Side Kids series.                                                 |
| The Boys from Syracuse      | A. Edward Sutherland | Allan Jones, Irene Hervey, Martha Raye                 | Musical                        | Nommé pour 2 Academy Awards.                                                                        |
| Brigham Young               | Henry Hathaway       | Tyrone Power, Linda Darnell, Dean Jagger               | Film biographique              | |
| British Intelligence        | Terry O. Morse       | Boris Karloff, Margaret Lindsay, Bruce Lester          | War Film d'espionnage          | Version de L'Espionne (film muet de 1926).                                                          |
| Broadway Melody of 1940     | Norman Taurog        | Fred Astaire, Eleanor Powell, George Murphy            | Musical                        | 4e et dernier film de la série The Broadway Melody series.                                          |
| Broken Strings (en)         | Bernard B. Ray       | Clarence Muse, Sybil Lewis, William Washington         | Drama                          | |
| Brother Orchid              | Lloyd Bacon          | Edward G. Robinson, Humphrey Bogart, Ann Sothern       | Comédie policière              | |
| Brother Rat and a Baby      | Ray Enright          | Priscilla Lane, Wayne Morris, Jane Bryan               | Comédie                        | Suite de Brother Rat (1938 film).                                                                   |
| Buck Benny Rides Again      | Mark Sandrich        | Jack Benny, Ellen Drew, Eddie Anderson                 | Comédie Western                | |
| Bullet Code                 | David Howard         | George O'Brien, Virginia Vale, Slim Whitaker           | Western                        | Remake de Melody of the Plains (1937 film).                                                         |
| Bullets for Rustlers        | Sam Nelson           | Charles Starrett, Lorna Gray, Bob Nolan                | Western                        | |
| Buzzy Rides the Range       | Richard C. Kahn      | Robert "Buzz" Henry, David O'Brien, Claire Rochelle    | Western                        | |

## C-D
| Titre                          | Réalisateur                    | Distribution                                            | Genre                     | Notes                                                                                              |
| ------------------------------ | ------------------------------ | ------------------------------------------------------- | ------------------------- | -------------------------------------------------------------------------------------------------- |
| Cafe Hostess                   | Sidney Salkow                  | Preston Foster, Ann Dvorak, Douglas Fowley              | Drama                     | |
| Calling All Husbands           | Noel M. Smith                  | George Tobias, Lucile Fairbanks, Ernest Truex           | Comédie                   | Version de 'Too Young to Marry (1931 film).                                                        |
| Calling Philo Vance            | William Clemens                | James Stephenson, Margot Stevenson, Henry O'Neill       | Film à énigme             | 12e film (sur 15) avec le personnage de Philo Vance. Remake de The Kennel Murder Case (1933 film). |
| Captain Caution                | Richard Wallace                | Victor Mature, Louise Platt, Leo Carrillo               | Action Aventure           | Nommé pour un Oscar du cinéma.                                                                     |
| Carolina Moon (en)             | Frank McDonald                 | Gene Autry, Smiley Burnette, June Storey                | Western                   | Remake de Tumbling Tumbleweeds (1935 film).                                                        |
| Castle on the Hudson           | Anatole Litvak                 | John Garfield, Ann Sheridan, Pat O'Brien                | Drama                     | Version de 20,000 Years in Sing Sing (1932 film).                                                  |
| Chad Hanna                     | Henry King                     | Henry Fonda, Dorothy Lamour, Linda Darnell              | Film d'amour              | |
| Charlie Chan at the Wax Museum | Lynn Shores                    | Sidney Toler, Victor Sen Yung, C. Henry Gordon          | Film à énigme             | 6e film (sur 22) avec Sidney Toler dans le rôle de Charlie Chan.                                   |
| Charlie Chan in Panama         | Norman Foster                  | Sidney Toler, Jean Rogers, Lionel Atwill                | Film à énigme             | 7e film (sur 22) avec Sidney Toler dans le rôle de Charlie Chan.                                   |
| Charlie Chan's Murder Cruise   | Eugene Forde                   | Sidney Toler, Marjorie Weaver, Lionel Atwill            | Film à énigme             | 5e film (sur 22) avec Sidney Toler dans le rôle de Charlie Chan.                                   |
| Charter Pilot                  | Eugene Forde                   | Lloyd Nolan, Lynn Bari, Arleen Whelan                   | Aventure                  | |
| Chasing Trouble                | Howard Bretherton              | Frankie Darro, Marjorie Reynolds, Mantan Moreland       | Comédie dramatique        | |
| Cherokee Strip                 | Lesley Selander                | Richard Dix, Florence Rice, William Henry               | Western                   | |
| Christmas in July              | Preston Sturges                | Dick Powell, Ellen Drew, Raymond Walburn                | Screwball comedy          | |
| A Chump at Oxford              | Alfred J. Goulding             | Stan Laurel, Oliver Hardy, Forrester Harvey             | Comédie                   | La première moitié est un remake de From Soup to Nuts (court métrage muet de 1928).                |
| City for Conquest              | Anatole Litvak, Jean Negulesco | James Cagney, Ann Sheridan, Frank Craven                | Drama                     | |
| City of Chance                 | Ricardo Cortez                 | Lynn Bari, C. Aubrey Smith, Donald Woods                | Film noir                 | |
| City of Lost Men               | Harry Revier                   | William "Stage" Boyd, Kane Richmond, Claudia Dell       | Science fiction           | 3rd feature version du serial de 1935 The Lost City.                                               |
| Colorado                       | Joseph Kane                    | Roy Rogers, George "Gabby" Hayes, Pauline Moore         | Western                   | |
| Comes Midnight                 |                                | James Baskett, Eddie Green, Amanda Randolph             | Comédie horrifique        | |
| Comin' Round the Mountain      | George Archainbaud             | Bob Burns, Una Merkel, Jerry Colonna                    | Comédie                   | |
| Comrade X                      | King Vidor                     | Clark Gable, Hedy Lamarr, Oskar Homolka                 | Comédie Film d'espionnage | Nommé pour un Oscar du cinéma.                                                                     |
| Congo Maisie                   | H. C. Potter                   | Ann Sothern, John Carroll, Rita Johnson                 | Comédie                   | Version de Red Dust (1932 film). 2e film (sur 10) avec le personnage de Maisie.                    |
| Convicted Woman                | Nick Grinde                    | Rochelle Hudson, Frieda Inescort, June Lang, Glenn Ford | Crime                     | |
| Covered Wagon Days             | George Sherman                 | Robert Livingston, Raymond Hatton, Duncan Renaldo       | Western                   | 29e film (sur 51) de la série The Three Mesquiteers.                                               |
| Covered Wagon Trails           | Bernard B. Ray                 | Addison Randall, Sally Cairns, David Sharpe             | Western                   | |
| Cross-Country Romance          | Frank Woodruff                 | Gene Raymond, Wendy Barrie, Hedda Hopper                | Comédie romantique        | |
| Curtain Call                   | Frank Woodruff                 | Barbara Read, Alan Mowbray, Helen Vinson                | Comédie romantique        | |
| Dance, Girl, Dance             | Dorothy Arzner                 | Maureen O'Hara, Louis Hayward, Lucille Ball             | Musical                   | Séquence conservée au National Film Registry.                                                      |
| Dancing on a Dime              | Joseph Santley                 | Robert Paige, Peter Lind Hayes, Eddie Quillan           | Musical                   | |
| Danger Ahead                   | Ralph Staub                    | James Newill, Dorothea Kent, Guy Usher                  | Aventure                  | 5e film (sur 6) avec James Newill en tant que Sgt. Renfrew des Royal Mounties                      |
| Danger on Wheels               | Christy Cabanne                | Richard Arlen, Andy Devine, Peggy Moran                 | Sport Thriller            | |
| Dark Command                   | Raoul Walsh                    | Claire Trevor, John Wayne, Walter Pidgeon               | Western                   | Nommé pour 2 Academy Awards.                                                                       |
| Dark Streets of Cairo          | László Kardos                  | Sigrid Gurie, Ralph Byrd, Eddie Quillan                 | Film à énigme             | |
| Deadwood Dick                  | James W. Horne                 | Don Douglas, Lorna Gray, Harry Harvey, Marin Sais       | Western                   | A 15 episodes Serial                                                                               |
| Diamond Frontier               | Harold D. Schuster             | Victor McLaglen, John Loder, Anne Nagel                 | Avventure                 | |
| A Dispatch from Reuter's       | William Dieterle               | Edward G. Robinson, Edna Best, Eddie Albert             | Drame, film biographique  | |
| Doomed to Die                  | William Nigh                   | Boris Karloff, Marjorie Reynolds, Grant Withers         | Horror–Film à énigme      | |
| Down Argentine Way             | Irving Cummings                | Don Ameche, Betty Grable, Carmen Miranda                | Musical                   | Nommé pour 3 Academy Awards. no 9 des meilleures recettes.                                         |
| Dr. Cyclops                    | Ernest B. Schoedsack           | Albert Dekker, Thomas Coley, Janice Logan               | Science fiction Horreur   | Nommé pour un Oscar du cinéma.                                                                     |
| Dr. Ehrlich's Magic Bullet     | William Dieterle               | Edward G. Robinson, Ruth Gordon, Otto Kruger            | Film biographique         | Nommé pour un Oscar du cinéma.                                                                     |

## E-F
| Titre                   | Réalisateur                               | Distribution                                     | Genre                      | Notes |
| ----------------------- | ----------------------------------------- | ------------------------------------------------ | -------------------------- | --- |
| East Side Kids          | Robert F. Hill                            | Leon Ames, Dennis Moore, Joyce Bryant            | Comédie                    | 1er film (sur 22) de la série East Side Kids.                                                                      |
| Edison, the Man         | Clarence Brown                            | Spencer Tracy, Rita Johnson, Lynne Overman       | Film biographique          | Nommé pour un Oscar du cinéma.                                                                                     |
| Elmer's Candid Camera   | Chuck Jones                               | Mel Blanc, Arthur Q. Bryan                       | Animated                   | |
| Escape                  | Mervyn LeRoy                              | Norma Shearer, Robert Taylor, Conrad Veidt       | Drama                      | |
| Eyes of the Navy        |                                           | Charles B. Middleton, Frank Whitbeck             | Court métrage documentaire | Nommé pour un Oscar du cinéma.                                                                                     |
| Fantasia                | James Algar, Samuel Armstrong, and 9 more | Leopold Stokowski, Deems Taylor                  | Animated                   | Remporte 2 Academy Awards d'honneur. Séquence conservée au National Film Registry. no 1 des meilleures recettes.*. |
| The Fatal Hour          | William Nigh                              | Boris Karloff, Marjorie Reynolds, Grant Withers  | Thriller                   | |
| The Fight for Life      | Pare Lorentz                              | Myron McCormick, Storrs Haynes, Will Geer        | Drama                      | Nommé pour un Oscar du cinéma.                                                                                     |
| The Fighting 69th       | William Keighley                          | James Cagney, Pat O'Brien, George Brent          | War                        | |
| L'Appel des ailes       | Frank Borzage                             | Robert Taylor, Ruth Hussey, Walter Pidgeon       | Drama War                  | Nommé pour un Oscar du cinéma.                                                                                     |
| Flowing Gold            | Alfred E. Green                           | John Garfield, Frances Farmer, Pat O'Brien       | Avventure                  | |
| Foreign Correspondent   | Alfred Hitchcock                          | Joel McCrea, Laraine Day, Herbert Marshall       | Film d'espionnage Thriller | Nommé pour 6 Academy Awards. no 15 des meilleures recettes..                                                       |
| Four Sons               | Archie Mayo                               | Don Ameche, Eugenie Leontovich, Mary Beth Hughes | Drama War                  | Remake de Four Sons (film muet de 1928).                                                                           |
| From Nurse to Worse     | Jules White                               | The Three Stooges                                | Comédie, court métrage     | |
| A Fugitive from Justice | Terry O. Morse                            | Roger Pryor, Lucile Fairbanks, Eddie Foy, Jr.    | Film policier              | |

## G-H
| Titre                         | Réalisateur                    | Distribution                                      | Genre                 | Notes |
| ----------------------------- | ------------------------------ | ------------------------------------------------- | --------------------- | --- |
| The Ghost Breakers            | George Marshall                | Bob Hope, Paulette Goddard, Richard Carlson       | Comédie horrifique    | |
| Give Us Wings                 | Charles Lamont                 | Billy Halop, Huntz Hall, Gabriel Dell             | Avventure             | |
| Go West                       | Edward Buzzell                 | Marx Brothers, John Carroll, Diana Lewis          | Comédie               | |
| The Grapes of Wrath           | John Ford                      | Henry Fonda, Jane Darwell, John Carradine         | Drama                 | Remporte 2 Academy Awards, dont celui du meilleur réalisateur; 5 autres nominations. Séquence conservée au National Film Registry. no 12 des meilleures recettes.. |
| The Great Dictator            | Charles Chaplin                | Charles Chaplin, Paulette Goddard, Jack Oakie     | Comédie               | Nommé pour 5 Academy Awards. Séquence conservée au National Film Registry. Critique satirique d'Adolf Hitler.                                                      |
| The Great McGinty             | Preston Sturges                | Brian Donlevy, Muriel Angelus, Akim Tamiroff      | Comédie               | Remporte un Oscar du cinéma. |
| Green Hell                    | James Whale                    | Douglas Fairbanks, Jr., Joan Bennett, John Howard | Aventure              | |
| The Green Hornet              | Ford Beebe, Ray Taylor         | Gordon Jones, Wade Boteler, Anne Nagel            | Aventure Serial       | |
| He Married His Wife           | Roy Del Ruth                   | Joel McCrea, Nancy Kelly, Roland Young            | Comédie               | |
| Hired!                        | Henry Jamison Handy (producer) |                                                   | Court métrage         | |
| His Girl Friday               | Howard Hawks                   | Cary Grant, Rosalind Russell, Ralph Bellamy       | Screwball comedy      | Remake de The Front Page (film de 1931). no 16 des meilleures recettes..                                                                                           |
| Hit Parade of 1941            | John H. Auer                   | Kenny Baker, Frances Langford, Hugh Herbert       | Musical               | Nommé pour 2 Academy Awards. |
| The House Across the Bay      | Archie Mayo                    | George Raft, Joan Bennett, Lloyd Nolan            | Drame policier        | |
| The House of the Seven Gables | Joe May                        | George Sanders, Margaret Lindsay, Vincent Price   | Thriller Drama        | Nommé pour un Oscar du cinéma. |
| How High Is Up?               | Del Lord                       | The Three Stooges                                 | Comédie court métrage | |
| The Howards of Virginia       | Frank Lloyd                    | Cary Grant, Martha Scott, Cedric Hardwicke        | Drama                 | Nommé pour 2 Academy Awards. Set in the Révolution américaine. |
| Hullabaloo                    | Edwin L. Marin                 | Frank Morgan, Virginia Grey, Dan Dailey           | Comédie musicale      | |

## I-J
| Titre                                    | Réalisateur                  | Distribution                                | Genre                      | Notes                          |
| ---------------------------------------- | ---------------------------- | ------------------------------------------- | -------------------------- | ------------------------------ |
| I Love You Again                         | W. S. Van Dyke               | William Powell, Myrna Loy                   | Comédie romantique         |                                |
| I Take This Woman                        | W. S. Van Dyke               | Spencer Tracy, Hedy Lamarr, Laraine Day     | Drama                      |                                |
| The Invisible Man Returns                | Joe May                      | Cedric Hardwicke, Vincent Price, Nan Grey   | Science fiction            | Nommé pour un Oscar du cinéma. |
| La Femme invisible (The Invisible Woman) | A. Edward Sutherland         | Virginia Bruce, John Barrymore, John Howard | Comédie de science fiction | Nommé pour un Oscar du cinéma. |
| Irène                                    | Herbert Wilcox               | Anna Neagle, Ray Milland, Roland Young      | Musical                    | Nommé pour un Oscar du cinéma. |
| Island of Doomed Men                     | Charles Barton               | Peter Lorre                                 | Thriller                   |                                |
| It All Came True                         | Lewis Seiler                 | Ann Sheridan, Jeffrey Lynn, Humphrey Bogart | Comédie                    |                                |
| Junior G-Men                             | Lewis D. Collins, Ray Taylor |                                             | Action Aventure Serial     |                                |

## K-L
| Titre                      | Réalisateur                  | Distribution                                    | Genre                  | Notes |
| -------------------------- | ---------------------------- | ----------------------------------------------- | ---------------------- | --- |
| King of the Royal Mounted  | William Witney, John English |                                                 | Action Aventure Serial | |
| Kitty Foyle                | Sam Wood                     | Ginger Rogers, Dennis Morgan, James Craig       | Drama                  | Remporte l'Oscar du cinéma de la meilleure actrice; 4 autres nominations. no 10 des meilleures recettes.. |
| Knock Knock                | Walter Lantz (producer)      |                                                 | Court métrage animé    | |
| Knute Rockne, All American | Lloyd Bacon                  | Pat O'Brien, Ronald Reagan                      | Film biographique      | Histoire de l'entraîneur de Knute Rockne.                                                                 |
| Lady with Red Hair         | Curtis Bernhardt             | Miriam Hopkins, Claude Rains, Richard Ainley    | Drama                  | |
| The Letter                 | William Wyler                | Bette Davis, Herbert Marshall, James Stephenson | Film noir              | Nommé pour 7 Academy Awards.                                                                              |
| The Light That Failed      | William Wellman              | Ronald Colman, Walter Huston, Ida Lupino        | Drama                  | |
| Lillian Russell            | Irving Cummings              | Alice Faye, Don Ameche, Henry Fonda             | Film biographique      | Nommé pour un Oscar du cinéma.                                                                            |
| A Little Bit of Heaven     | Andrew Marton                | Gloria Jean, Hugh Herbert, Robert Stack         | Musical                | Suite de The Under-Pup (1939 film).                                                                       |
| Little Nellie Kelly        | Norman Taurog                | Judy Garland                                    | Comédie musicale       | |
| The Long Voyage Home       | John Ford                    | John Wayne, Thomas Mitchell, Ian Hunter         | Drame de guerre        | Nommé pour 6 Academy Awards.                                                                              |

## M-N
| Titre                                  | Réalisateur                             | Distribution                                              | Genre                                                    | Notes                                                                        |
| -------------------------------------- | --------------------------------------- | --------------------------------------------------------- | -------------------------------------------------------- | ---------------------------------------------------------------------------- |
| The Man from Dakota                    | Leslie Fenton                           | Wallace Beery, Dolores del Río                            | Drame historique                                         |                                                                              |
| The Marines Fly High                   | Benjamin Stoloff, George Nichols, Jr.   | Richard Dix, Chester Morris Lucille Ball                  | Aventure Drama                                           |                                                                              |
| The Mark of Zorro                      | Rouben Mamoulian                        | Tyrone Power, Linda Darnell, Basil Rathbone               | Aventure                                                 | Nommé pour un Oscar du cinéma. Séquence conservée au National Film Registry. |
| Melody Ranch                           | Joseph Santley                          | Gene Autry                                                | Western                                                  |                                                                              |
| Mexican Spitfire Out West              | Leslie Goodwins                         | Lupe Vélez, Leon Errol                                    | Comédie                                                  |                                                                              |
| The Milky Way                          | Rudolf Ising                            | Bernice Hansen                                            | Court métrage animé                                      | Remporte un Oscar du cinéma.                                                 |
| The Mortal Storm                       | Frank Borzage                           | James Stewart, Robert Young                               | Film de propagande                                       |                                                                              |
| Mr. Duck Steps Out                     | Jack King                               |                                                           | Court métrage animé                                      |                                                                              |
| La Main de la momie (The Mummy's Hand) | Christy Cabanne                         | Dick Foran                                                | Film de science-fiction, Film de fantasy, Film d'horreur |                                                                              |
| Music in My Heart                      | Joseph Santley                          | Tony Martin, Rita Hayworth, Edith Fellows                 | Musical                                                  | Nommé pour un Oscar du cinéma.                                               |
| My Favorite Wife                       | Garson Kanin                            | Irene Dunne, Cary Grant, Randolph Scott                   | Screwball comedy                                         | Nommé pour 3 Academy Awards. no 18 des meilleures recettes..                 |
| My Little Chickadee                    | Edward F. Cline                         | W. C. Fields                                              | Comédie                                                  |                                                                              |
| My Son, My Son!                        | Charles Vidor                           | Madeleine Carroll, Brian Aherne, Louis Hayward            | Drama                                                    | Nommé pour un Oscar du cinéma.                                               |
| Mysterious Doctor Satan                | William Witney, John English            |                                                           | Action Aventure                                          |                                                                              |
| New Moon                               | Jack Conway                             | Jeanette MacDonald, Nelson Eddy                           | Musical Drama                                            |                                                                              |
| A Night at Earl Carroll's              | Kurt Neumann                            | Ken Murray, Lillian Cornell, J. Carrol Naish, Rose Hobart | Musical                                                  |                                                                              |
| No Census, No Feeling                  | Del Lord                                | The Three Stooges                                         | Comédie court métrage                                    |                                                                              |
| North West Mounted Police              | Cecil B. DeMille                        | Gary Cooper, Madeleine Carroll, Paulette Goddard          | Western                                                  | Remporte un Oscar du cinéma; 4 autres nominations.                           |
| Northwest Passage                      | King Vidor, Jack Conway, W. S. Van Dyke | Spencer Tracy, Robert Young, Walter Brennan               | Aventure Drama                                           | Nommé pour un Oscar du cinéma. no 19 des meilleures recettes..               |
| Nutty But Nice                         | Jules White                             | The Three Stooges                                         | Comédie Court métrage                                    |                                                                              |

## O-R
| Titre                     | Réalisateur                                | Distribution                                    | Genre                      | Notes |
| ------------------------- | ------------------------------------------ | ----------------------------------------------- | -------------------------- | --- |
| Of Fox and Hounds         | Tex Avery                                  | Willoughby the Dog                              | Court métrage animé        | |
| One Million B.C.          | Hal Roach Jr., Hal Roach                   | Victor Mature, Carole Landis, Lon Chaney, Jr.   | Fantasy                    | Nommé pour 2 Academy Awards. |
| One Night in the Tropics  | A. Edward Sutherland                       | Abbott et Costello                              | Comédie                    | |
| Our Town                  | Sam Wood                                   | William Holden, Martha Scott, Fay Bainter       | Drama                      | Nommé pour 6 Academy Awards. |
| Patient Porky             | Bob Clampett                               | Porky Pig                                       | Court métrage animé        | |
| The Philadelphia Story    | George Cukor                               | Cary Grant, Katharine Hepburn, James Stewart    | Screwball comedy           | Remporte 2 Academy Awards, dont celui du meilleur acteur; 4 autres nominations. Séquence conservée au National Film Registry. no 6 des meilleures recettes. |
| Pinocchio                 | T. Hee, Wilfred Jackson, Jack Kinney       |                                                 | Animated                   | Remporte 2 Academy Awards. Séquence conservée au National Film Registry. no 2 des meilleures recettes*.                                                     |
| Pride and Prejudice       | Robert Z. Leonard                          | Greer Garson, Laurence Olivier, Edward Ashley   | Drama                      | Remporte un Oscar du cinéma. no 20 des meilleures recettes.                                                                                                 |
| Pride of the Bowery       | Joseph H. Lewis                            | East Side Kids, Mary Ainslee                    | Family                     | |
| Primrose Path             | Gregory La Cava                            | Ginger Rogers, Joel McCrea, Marjorie Rambeau    | Drama                      | Nommé pour un Oscar du cinéma. |
| Private Affairs           | Albert S. Rogell                           | Nancy Kelly                                     | Comédie                    | |
| Puss Gets the Boot        | Hanna-Barbera, William Hanna, Rudolf Ising | Lillian Randolph                                | Court métrage animé        | Nommé pour un Oscar du cinéma. |
| Queen of the Yukon        | Phil Rosen                                 | Charles Bickford, Irene Rich, June Carlson      | Aventure Western           | |
| Quicker'n a Wink (en)     | George Sidney                              | Clarence Curtis, Harold E. Edgerton, Tex Harris | Court métrage documentaire | Remporte Academy Award. |
| Rebecca                   | Alfred Hitchcock                           | Laurence Olivier, Joan Fontaine                 | Thriller psychologique     | Remporte 2 Academy Awards, dont celui du meilleur film; 9 autres nominations. no 3 des meilleures recettes.                                                 |
| Remember the Night        | Mitchell Leisen                            | Barbara Stanwyck, Fred MacMurray                | Film d'amour Drama         | |
| The Return of Frank James | Fritz Lang                                 | Henry Fonda                                     | Western                    | |
| Rhythm on the River       | Victor Schertzinger                        | Bing Crosby, Mary Martin, Basil Rathbone        | Comédie musicale           | Nommé pour un Oscar du cinéma. |
| Road to Singapore         | Victor Schertzinger                        | Bob Hope, Bing Crosby                           | Comédie musicale           | |
| Rockin' Thru the Rockies  | Jules White                                | The Three Stooges                               | Comédie, court métrage     | |

## S-T
| Titre                                                      | Réalisateur      | Distribution                                                | Genre                      | Notes                                                                        |
| ---------------------------------------------------------- | ---------------- | ----------------------------------------------------------- | -------------------------- | ---------------------------------------------------------------------------- |
| Sailor's Lady                                              | Allan Dwan       | Nancy Kelly, Jon Hall                                       | Comédie                    |                                                                              |
| The Saint Takes Over                                       | Jack Hively      | George Sanders                                              | Crime                      |                                                                              |
| The Saint's Double Trouble                                 | Jack Hively      | George Sanders                                              | Crime                      |                                                                              |
| Santa Fe Trail                                             | Michael Curtiz   | Errol Flynn, Olivia de Havilland                            | Western                    | no 5 des meilleures recettes.                                                |
| Saps at Sea                                                | Gordon Douglas   | Laurel et Hardy                                             | Comédie                    |                                                                              |
| The Sea Hawk                                               | Michael Curtiz   | Errol Flynn, Brenda Marshall, Claude Rains                  | Aventure                   | Nommé pour 4 Academy Awards. no 11 des meilleures recettes.                  |
| Second Chorus                                              | H. C. Potter     | Fred Astaire, Paulette Goddard, Artie Shaw                  | Comédie musicale           | Nommé pour 2 Academy Awards.                                                 |
| Service with the Colors                                    | B. Reeves Eason  | Robert Armstrong, William Lundigan, Henry O'Neill           | Drama Court métrage        | Nommé pour un Oscar du cinéma.                                               |
| Seven Sinners                                              | Tay Garnett      | Marlene Dietrich, John Wayne                                | Aventure                   |                                                                              |
| The Shop Around the Corner                                 | H. C. Potter     | James Stewart, Carole Lombard                               | Comédie romantique         |                                                                              |
| Siege                                                      | Julien Bryan     | Julien Bryan                                                | Court métrage documentaire | Nommé pour un Oscar du cinéma. Séquence conservée au National Film Registry. |
| Son of Ingagi                                              | Richard Kahn     | Zack Williams, Laura Bowman                                 | Sci-fi horror              |                                                                              |
| The Son of Monte Cristo                                    | Rowland V. Lee   | Louis Hayward, Joan Bennett, George Sanders                 | Aventure                   | Nommé pour un Oscar du cinéma.                                               |
| South of Suez                                              | Lewis Seiler     | George Brent, Brenda Marshall                               | Drama                      |                                                                              |
| Spring Parade                                              | Henry Koster     | Deanna Durbin, Robert Cummings, Mischa Auer                 | Comédie musicale           | Nommé pour 4 Academy Awards.                                                 |
| Strange Cargo                                              | Frank Borzage    | Clark Gable, Joan Crawford, Ian Hunter                      | Drama Romance              | no 7 des meilleures recettes.                                                |
| Stranger on the Third Floor (L'Inconnu du troisième étage) | Boris Ingster    | Peter Lorre                                                 | Film noir                  |                                                                              |
| Strike Up the Band                                         | Busby Berkeley   | Mickey Rooney, Judy Garland, Paul Whiteman et son orchestre | Comédie musicale           | Remporte un Oscar du cinéma; 2 autres nominations.                           |
| Susan and God                                              | George Cukor     | Joan Crawford, Fredric March                                | Comédie dramatique         |                                                                              |
| Swiss Family Robinson                                      | Edward Ludwig    | Thomas Mitchell, Edna Best, Freddie Bartholomew             | Aventure                   | Nommé pour un Oscar du cinéma.                                               |
| Tacoma Narrows Bridge (Galloping Gertie)                   | Barney Elliott   |                                                             | Newsreel                   | Séquence conservée au National Film Registry.                                |
| Teddy the Rough Rider                                      | Ray Enright      | Sidney Blackmer, Pierre Watkin, Arthur Loft                 | Court métrage Drama        | Remporte un Oscar du cinéma.                                                 |
| That Gang of Mine                                          | Joseph H. Lewis  | Leo Gorcey                                                  | Comédie                    | 3e film (sur 22) de la série East Side Kids.                                 |
| They Drive by Night                                        | Raoul Walsh      | George Raft, Humphrey Bogart, Ida Lupino, Ann Sheridan      | Drama                      |                                                                              |
| They Knew What They Wanted                                 | Garson Kanin     | Carole Lombard, Charles Laughton, William Gargan            | Drama                      | Nommé pour un Oscar du cinéma.                                               |
| 'Til We Meet Again                                         | Edmund Goulding  | Merle Oberon, Pat O'Brien, Geraldine Fitzgerald             | Drama                      | Remake de One Way Passage (1932 film).                                       |
| Adieu Broadway (Tin Pan Alley)                             | Walter Lang      | Alice Faye, Betty Grable, Jack Oakie                        | Musical                    | Remporte un Oscar du cinéma. no 13 des meilleures recettes.                  |
| Trop de maris (Too Many Husbands)                          | Wesley Ruggles   | Jean Arthur, Fred MacMurray, Melvyn Douglas                 | Comédie romantique         | Nommé pour un Oscar du cinéma.                                               |
| Torrid Zone                                                | William Keighley | James Cagney, Ann Sheridan, Pat O'Brien                     | Aventure                   |                                                                              |
| Tugboat Annie Sails Again                                  | Lewis Seiler     |                                                             | Comédie                    |                                                                              |
| Typhoon                                                    | Louis King       | Dorothy Lamour, Robert Preston, Lynne Overman               | Aventure                   | Nommé pour un Oscar du cinéma.                                               |

## U-Z
| Titre                       | Réalisateur            | Distribution                                    | Genre               | Notes                                                                             |
| --------------------------- | ---------------------- | ----------------------------------------------- | ------------------- | --------------------------------------------------------------------------------- |
| Vigil in the Night          | George Stevens         | Carole Lombard, Brian Aherne                    | Film d'amour Drama  |                                                                                   |
| Virginia City               | Michael Curtiz         | Errol Flynn, Randolph Scott                     | Western             | no 8 des meilleures recettes.                                                     |
| Waterloo Bridge             | Mervyn LeRoy           | Vivien Leigh, Robert Taylor, Lucile Watson      | Drame de guerre     | Nommé pour 2 Academy Awards. no 14 des meilleures recettes.                       |
| The Way of All Flesh        |                        | Akim Tamiroff, Gladys George                    |                     | Remake de The Way of All Flesh (film muet de 1927).                               |
| The Westerner               | William Wyler          | Gary Cooper, Walter Brennan, Doris Davenport    | Western             | Remporte un Oscar du cinéma; 2 autres nominations. no 17 des meilleures recettes. |
| A Wild Hare                 | Tex Avery              | Mel Blanc, Arthur Q. Bryan                      | Court métrage animé | Nommé pour Academy Award.                                                         |
| Winners of the West         | Ford Beebe, Ray Taylor | Dick Foran, Anne Nagel                          | Western Serial      |                                                                                   |
| Women in War                | John H. Auer           | Elsie Janis, Wendy Barrie, Patric Knowles       | Drame de guerre     | Nommé pour Academy Award.                                                         |
| Wyoming                     | Richard Thorpe         | Wallace Beery                                   | Western             |                                                                                   |
| You Ought to Be in Pictures | Friz Freleng           | Looney Tunes                                    | Court métrage animé |                                                                                   |
| You'll Find Out             | David Butler           | Kay Kyser, Peter Lorre, Boris Karloff           | Comédie             | Nommé pour Academy Award.                                                         |
| Young People                | Allan Dwan             | Shirley Temple, Jack Oakie, Charlotte Greenwood | Drama               |                                                                                   |
| Young Tom Edison            | Norman Taurog          | Mickey Rooney, Fay Bainter, George Bancroft     | Biographie          |                                                                                   |
| You're Not So Tough         | Joe May                | Billy Halop, Huntz Hall, Bobby Jordan           | Drama               |                                                                                   |

## Source de la traduction
- (en) Cet article est partiellement ou en totalité issu de l’article de Wikipédia en anglais intitulé « List of American films of 1940 » (voir la liste des auteurs).